# Günther Schauerte

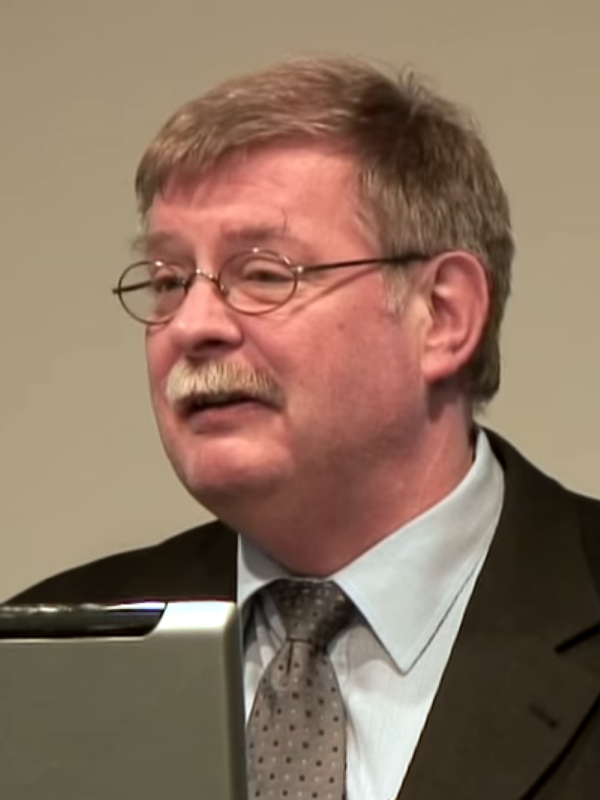
Günther Schauerte bei der Konferenz Ins Netz gegangen – Neue Wege zum kulturellen Erbe (17. und 18. November 2011 in Berlin)

Günther Schauerte (* 1954 in Bad Fredeburg) ist ein deutscher Archäologe. Er war bis Ende 2018 Vizepräsident der Stiftung Preußischer Kulturbesitz.

## Leben
Schauerte studierte Klassische Archäologie, Alte Geschichte sowie Ur- und Frühgeschichte an der Universität Münster und der Freien Universität Berlin.
Nach Tätigkeiten am Rheinischen Landesmuseum Bonn (1983–1985), für die Akademie der Wissenschaften zu Göttingen (1984–1986) und am Römisch-Germanischen Museum in Köln (1985–1986) war er ab 1986 als wissenschaftlicher Referent der engste Mitarbeiter von Wolf-Dieter Dube, dem Generaldirektor der Staatlichen Museen zu Berlin (SMB) der Stiftung Preußischer Kulturbesitz (SPK). Er war an allen wichtigen Prozessen und Entscheidungen bei der Wiedervereinigung der Staatlichen Museen zu Berlin (Ost) und der Staatlichen Museen Preußischer Kulturbesitz (West) beteiligt.

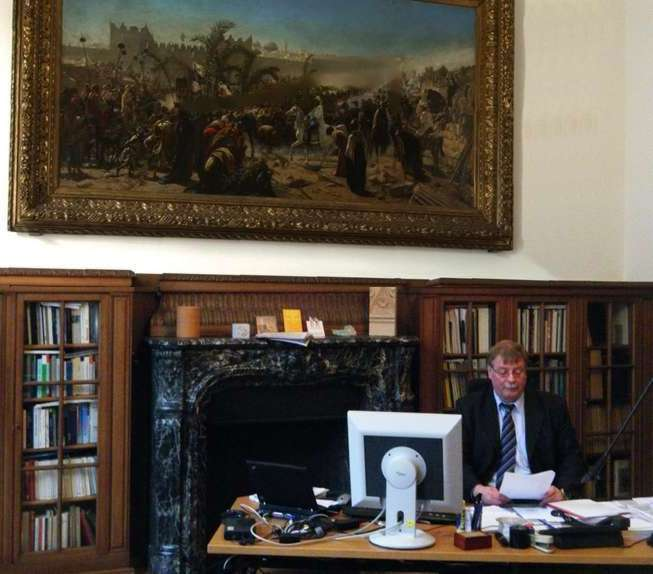
Günther Schauerte an seinem Arbeitsplatz im historischen Palais Gontard (2007), im vormaligen Wohnsitz von Paul von Gontard

Ab 1998 hatte er kommissarisch die Stellvertretung des Generaldirektors inne. Nachdem die rechtlichen Grundlagen geschaffen waren, wurde er 2002 zum hauptamtlichen Stellvertretenden Generaldirektor der SMB berufen. In diesen Zeitraum enormer Verstärkung internationalen Leihverkehrs, wissenschaftlicher und strategischer Kooperation, der sich im Wesentlichen mit der Amtszeit des Generaldirektors Peter-Klaus Schuster deckt, fällt der Aufbau des Deutsch-Russischen Museumsdialogs im Zusammenhang mit den kriegsbedingt verbrachten Kulturgütern (Beutekunst-Komplex), eines Formates, das Günther Schauerte gemeinsam mit Klaus-Dieter Lehmann, damaliger Präsident der SPK, Wilfried Menghin, SMB, und Dorothea Kathmann, SPK, in Zusammenarbeit mit den wichtigsten russischen Museen entwickelt hat. Eines der bedeutendsten Ergebnisse dieser Zusammenarbeit ist der archäologische Ausstellungszyklus Europa ohne Grenzen. Zwischen 1998 und 2018 war Günther Schauerte für verschiedene öffentliche und privatrechtliche Stiftungen und eingetragene Vereine beratend und gutachterlich tätig; u. a. vertrat er die SMB und SPK in der Mitgliederversammlung der Deutschen Forschungsgemeinschaft (DFG) und unterschiedlichen wissenschaftlichen Gremien. Am 1. August 2011 trat er als Vizepräsident der SPK die Nachfolge von Norbert Zimmermann an. Auch schon in seiner Zeit als Stellvertretender Generaldirektor der Museen war er insbesondere für die Koordinierung der Baumaßnahmen der Großbaustellen auf der Museumsinsel und am Kulturforum in Berlin zuständig. Ebenfalls 2011 wurde er in den Vorstand der Deutschen Digitalen Bibliothek (DDB) berufen und war dort Mitglied bis zu seiner Pensionierung. Günther Schauerte schied mit Ende des Jahres 2018 aus dem aktiven Dienst bei der SPK aus.  Sein wissenschaftlicher Schwerpunkt liegt auf den antiken Kulturen des Vorderen Orients. Als Archäologe arbeitete er unter anderem in Gadara und zum Qasr Mschatta in Jordanien.

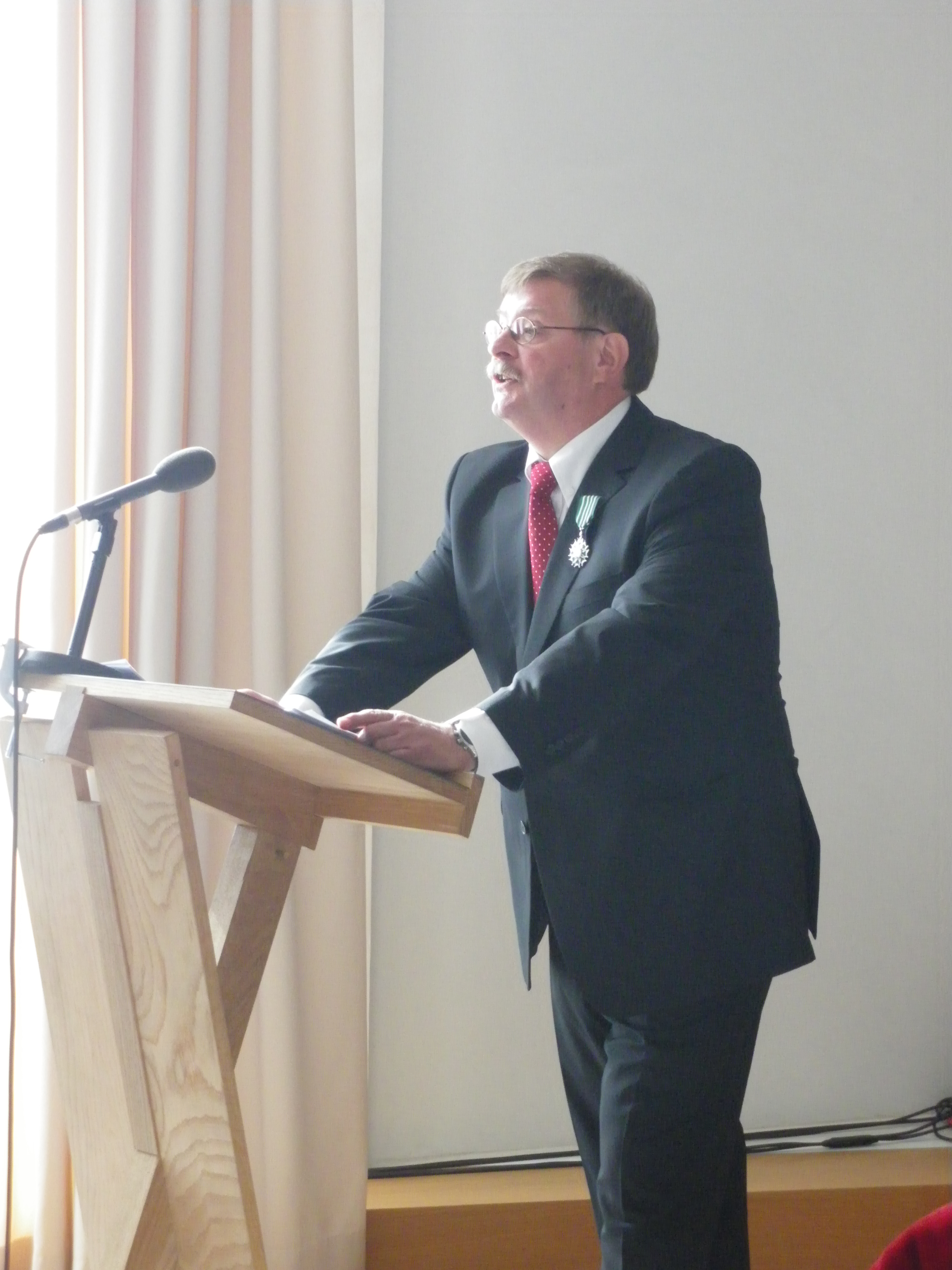
Günther Schauerte bei seiner Rede in der französischen Botschaft in Berlin am 26. September 2008 im Rahmen der Verleihung des Ordre des Arts et des Lettres der Klasse Chevalier

Von 1992 bis 1999 war er Mitbegründer und Geschäftsführer des Landesverbandes der Museen zu Berlin unter den Vorsitzenden Wolf-Dieter Dube, Günther Gottmann und Günter Schade. Schauerte wurde 1998 erster Vorsitzender. Von 1995 bis 2008 war er Mitglied der Bizot group, eines informellen, aber höchst einflussreichen Zusammenschlusses von Spitzenvertretern der wichtigsten internationalen Museen für Kunst, Archäologie und sogenannte Universalmuseen wie das Metropolitan Museum in New York, der Louvre in Paris, das British Museum in London, die Eremitage in Sankt Petersburg, das Museo del Prado in Madrid und die Uffizien in Florenz. Er war Mitglied im Vorstand des Deutschen Museumsbundes sowie Honorarprofessor an der Humboldt-Universität zu Berlin. In diesen Jahren war Günther Schauerte in Zusammenhang von Forschungsprogrammatik, Forschungsförderung und Wissenschaftskommunikation gutachterlich und beratend in Deutschland und international tätig. In der 2000er Dekade war er im Auftrag der Bundesregierung maßgeblich an der Gestaltung des EU-Kulturprogrammes beteiligt. Dieses betraf die Themen materielles Kulturgut, Collections Mobility und Museumsrecht (u. a. Staatsgarantie im Kulturgüteraustausch) in Zusammenhang mit den sieben EU-Ratspräsidentschaften Deutschland, der Niederlande, Vereinigtes Königreich, Italien, Österreich, Finnland und Frankreich. Dazu gehört auch die Federführung bei der Entwicklung und Umsetzung der deutschen Beiträge an Ausstellungen der EU. Von 2007 bis 2015 war Günther Schauerte Mitglied des Senatsausschusses Evaluierung der Leibniz-Gemeinschaft e. V. (WGL) und ist seit 2017 Senator der WGL.Günther Schauerte ist korrespondierendes Mitglied des Deutschen Archäologischen Instituts (DAI).
Er ist seit Ende 2019 Stiftungsratsvorsitzender der Bassermann-Kulturstiftung Mannheim, der er als Stiftungsrat seit 2013 angehört. Seit 2013 ist er ebenfalls Stiftungsratsmitglied der Curt-Engelhorn-Stiftung für die Reiss-Engelhorn-Museen und wurde 2020 in den Beirat der rem gGmbH Stiftungsmuseen berufen.

## Auszeichnungen
2008 wurde ihm der Ordre des Arts et des Lettres der Klasse Chevalier verliehen.

## Schriften
- Günther Schauerte, Terrakotten mütterlicher Gottheiten. Formen u. Werkstätten rheinischer und gallischer Tonstatuetten der römischen Kaiserzeit. Rheinland-Verlag/Habelt, Köln/Bonn 1985, ISBN 3-7927-0869-8 (Bonner Jahrbücher, Beiheft 45)
- Günther Schauerte, Kein Ende und doch ein Anfang. Der 8. Mai 2005 und die deutsche Kunst in Rußland, in: Jahrbuch Preußischer Kulturbesitz 42 2005, S. 295–314
- Günther Schauerte, Die Staatlichen Museen zu Berlin, in: Klaus-Dieter Lehmann und Günther Schauerte, Kulturschätze – verlagert und vermißt 2005, S. 11–16
- Günther Schauerte, Illegale Archäologie – Illegale Kunst. Restitutionsproblematiken der Staatlichen Museen zu Berlin, in: Barbara Schneider-Kempf, Klaus G. Saur und Peter-Klaus-Schuster, Wissenschaft und * Kultur in Bibliotheken, Museen und Archiven 2005, S. 397–405
- Günther Schauerte und Robert Wenning, Verschmelzung der Kulturen: Petra – Dekapolis, in: 10 000 Jahre Kunst und Kultur aus Jordanien Gesichter des Orients, Ausstell.-Kat. Berlin – Bonn 2005, S. 137–147
- Günther Schauerte u. a. Lending to Europe. Recommendations on collection mobility for European museums 2005, S. 6-22; 76-80
- Klaus-Dieter Lehmann und Günther Schauerte (Hrsg.), Kulturschätze – verlagert und vermißt 2005
- Günther Schauerte, Als Tiger gesprungen und als Bettvorleger gelandet? Die UNESCO-Konvention gegen den illegalen Handel mit Kulturgut und ihre Ratifizierung in Deutschland. In: ICOM Deutschland: Mitteilungen 2007 (PDF-Datei; 2,2 MB), S. 9–11
- Günther Schauerte und Gisela Holan, Die Speicherstadt in Berlin-Friedrichshagen, in: Jahrbuch Preußischer Kulturbesitz 45 2008
- Günther Schauerte und Joachim Marzahn (Hrsg.), Babylon – Wahrheit. Ausstellung des Vorderasiatischen Museums SMB 2008
- Günther Schauerte und Moritz Wullen, Denken in Bildern : 31 Positionen zu Kunst, Museum und Wissenschaft. Hatje Cantz, Ostfildern 2008, ISBN 978-3-7757-2324-4
- Günther Schauerte und Moritz Wullen (Hrsg.), Babylon – Mythos. Ausstellung der Kunstbibliothek SMB 2008
- Günther Schauerte und Moritz Wullen (Hrsg.), Denken in Bildern. Festschrift für Peter-Klaus Schuster 2008
- Andrea Bärnreuther und Günther Schauerte, Museen als kulturelles Erbe in: Museen zwischen Qualität und Relevanz. Denkschrift zur Lage der Museen 2012, S. 43–60
- Günther Schauerte, Preußen im Heiligen Land - Das Heilige Land in Preußen : Zur Forschungsgeschichte der Altertumskunde im Nahen Osten. Jahrbuch Preussischer Kulturbesitz, 49 2013, S. 188–235
- mit Johannes Cramer, Barbara Perlich, Ghazi Bisheh, Claus-Peter Haase, Monther Jamhawi und Fawwaz al-Kreisheh (Hrsg.): Qasr Al-Mschatta. Ein frühislamischer Palast in Jordanien und Berlin. 2 Bände, Michael Imhof, Petersberg 2016, ISBN 978-3-7319-0296-6.
- Biblio: Johannes Cramer, Barbara Perlich und Günther Schauerte mit Ghazi Bisheh, Claus-Peter Haase, Monther Jamhawi und Fawwaz al-Kreisheh (gest.) 2016: Quasr al-Mschatta, 2 Bde. 2016
- Sauerländischer Gebirgsverein (SGV) und Günther Schauerte, Albert K. Hömberg, Beiträge zur Geschichte der Stadt Fredeburg 2021